# Evangelisatie

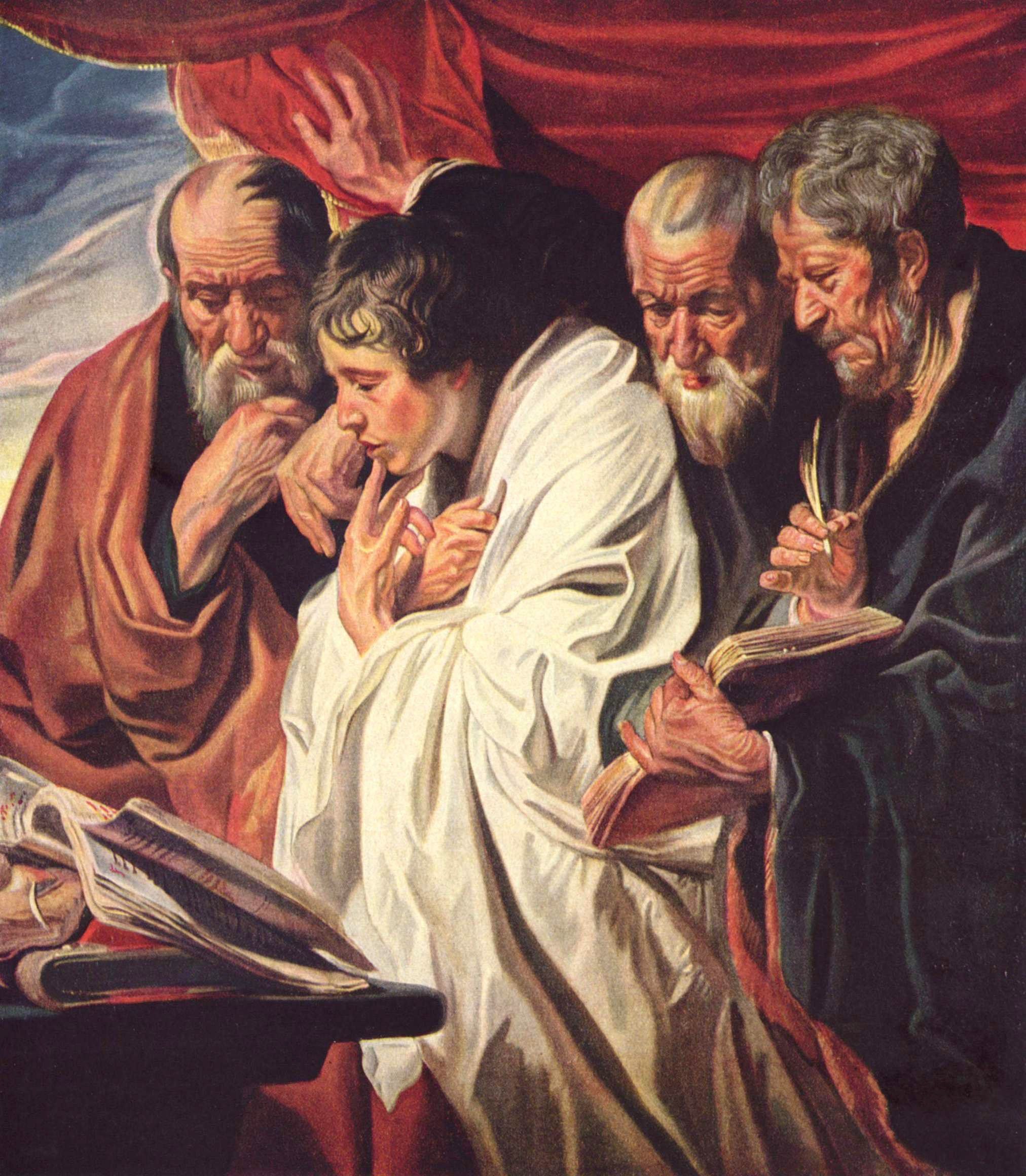
De vier evangelisten van Jacob Jordaens.

Evangelisatie (van het Griekse: εὐαγγέλιον, euangelion, "goed nieuws", "evangelie"), ook wel apostolaat genoemd, is de gangbare term voor het verbreiden van het christendom onder ongelovigen met als doel hen te bekeren. In het christendom wordt evangelisatie beschouwd als het vervullen van de Grote opdracht die Jezus gaf:
Ga dus op weg en maak alle volken tot mijn leerlingen, door hen te dopen in de naam van de Vader, en de Zoon en de Heilige Geest, en hun te leren dat ze zich moeten houden aan alles wat ik jullie opgedragen heb. — Matteüs 28:19-20
Meestal wordt evangelisatie in gebieden met een christelijke historie evangelisatie genoemd en in niet-christelijke gebieden "missie" (door katholieken) en "zending" (door protestanten). Evangelisatie wordt niet door iedereen als iets positiefs gezien. In afkeurende zin wordt soms gesproken over proselitisme of zieltjeswinnerij. 

## Activiteiten

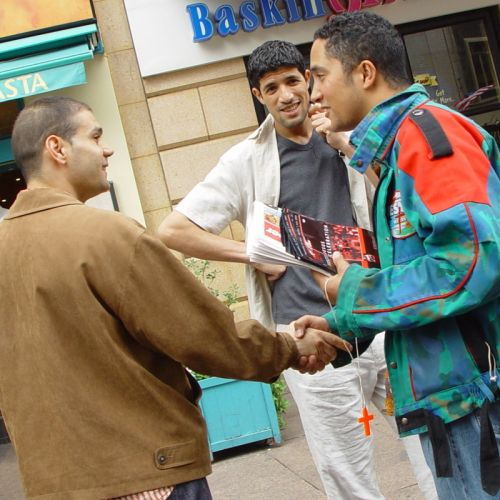
Straatevangelisatie door de Engelse 'Jesus Army'

Evangelisatie krijgt meer aandacht in kerken met relatief behoudende (of orthodoxe) opvattingen en in het evangelisch christendom. In Nederland doen vooral de Jehova's getuigen, de Christelijke Gereformeerde Kerken, de Gereformeerde Kerken vrijgemaakt, de Gereformeerde Gemeenten en verschillende evangelische gemeenten aan evangelisatie. Ook de traditionalistische Rooms-Katholieke Priesterbroederschap Sint Pius X (FSSPX) doet aan apostolaat, meestal uitgevoerd door de Militia Immaculatæ van de traditionele observantie, dat onderdeel is van de FSSPX.
De volgende soorten activiteiten worden gebruikt als middel voor evangelisatie (onder andere):
- informele gesprekken waarin men anderen over eigen ervaringen vertelt;
- een gemeenschap stichten op een plek zoals die is (elke plek heeft zijn eigen noden/problemen; daarop inspelen);
- bijeenkomsten met sprekers, muziek- of filmvoorstellingen, waarvoor dan zo veel mogelijk reclame wordt gemaakt, variërend van kleine zaaltjes tot grote tenten en stadions;
- het verspreiden van evangelisatiefolders en bladen, thuisbezorgd of op straat uitgedeeld;
- inzet van massamedia en social media (radio, televisie, internet) om grote of specifieke groepen te bereiken;
- langs de deuren gaan om mensen aan te spreken;
- op straat muziek maken en mensen aanspreken.

## Evangelist
Iemand die zich voltijds aan evangelisatie wijdt wordt een evangelist genoemd, een term die ook wordt gebruikt om de auteurs van de vier evangeliën (Matteüs, Marcus, Lucas en Johannes) aan te duiden.
Bekende evangelisten zijn:
- Reinhard Bonnke (Duitsland)
- Morris Cerullo
- Billy Graham (Verenigde Staten van Amerika)
- Benny Hinn (Canada)
- Tim LaHaye (Verenigde Staten van Amerika)
- Hal Lindsey (Verenigde Staten van Amerika)
- David Maasbach (Nederland)
- Johan Maasbach (Nederland)
- David Wilkerson (Verenigde Staten van Amerika)
- Jan Zijlstra (Nederland)

## Organisaties
Diverse organisaties richten zich uitsluitend of mede op evangelisatie, door:
- het opzetten en uitvoeren van evangelisatieacties
- het publiceren van evangelisatielectuur
- het ondersteunen van christenen bij evangelisatieacties
- het geven van opleidingen voor evangelisten

## Evangelisatiegebouw
Evangelisatiegroepen vormden tussen 1850 en 1950 vaak informele kerkelijke gemeenschappen, evangelisatieverenigingen of kortweg 'evangelisaties'. Het evangelisatiegebouw waarin een dergelijke gemeenschap samenkwam, werd eveneens 'evangelisatie' genoemd. In hervormde kringen waren de meeste evangelisaties aangesloten bij de Bond voor Evangelisaties in en ten bate van de Nederlandsche Hervormde Kerk.